# NGC 649
NGC 649 ist eine Spiralgalaxie vom Hubble-Typ Sa im Sternbild Walfisch südlich der Ekliptik. Sie ist schätzungsweise 335 Millionen Lichtjahre von der Milchstraße entfernt und hat einen Durchmesser von etwa 90.000 Lj.

Im selben Himmelsareal befinden sich u. a. die Galaxien NGC 640 und NGC 647.
Das Objekt wurde im Jahr 1886 von dem US-amerikanischen Astronomen Francis Preserved Leavenworth entdeckt.